# Торговая площадь (Устюжна)
Торго́вая пло́щадь — центральная площадь города Устюжна в Вологодской области, Россия. Площадь появилась в XVI веке и с тех пор была центром общественной и экономической жизни города. В 1778 году площадь была перестроена по плану Екатерининской комиссии и получила современную форму; в дальнейшем, в течение XIX — начала XX века сформировалась её застройка. На площади проводятся ежегодные ярмарки, площадь продолжает сохранять своё центральное значение в городе. В 2019 году прошла капитальный ремонт с обновлением зелёных насаждений и покрытия пешеходной зоны, а также устройством светомузыкального фонтана и установкой нескольких скульптур.

## История
С самого начала своего существования Устюжна оказалась на пересечении сразу нескольких торговых путей: помимо реки Мологи, по которой из города можно было попасть в Рыбинск, Мологу, Вологду и другие города Верхневолжья и Новгородской земли, сухопутный тракт соединял город с Новгородским Тихвином, откуда по воде можно было выйти в Ладожское озеро. Сама Устюжна при этом торговала достаточно обширным списком товаров: местные жители продавали пушнину, мёд и воск, рыбу, лес и, в первую очередь, кричное железо и товары из него.
Примерно с XVI века ярмарки в городе стали приобретать особую популярность, на них съезжались как местные купцы, так и торговцы из других русских и иностранных городов. В это время основной торг происходил на левом берегу реки Ворожи, на месте нынешней Торговой площади, где стояло 124 лавки и таможенная изба, в которой регистрировались все привезённые товары и совершённые сделки. Рядом, также на берегу Ворожи, находился Ильинско-Воскресенский мужской монастырь с двумя церквями, восемью кельями и хозяйственными постройками.
В 1764 году монастырь на площади был упразднён, а на его месте в 1771 году построили холодную каменную церковь Воскресения Христова с отапливаемыми приделами в честь Илии Пророка и Василия Блаженного.

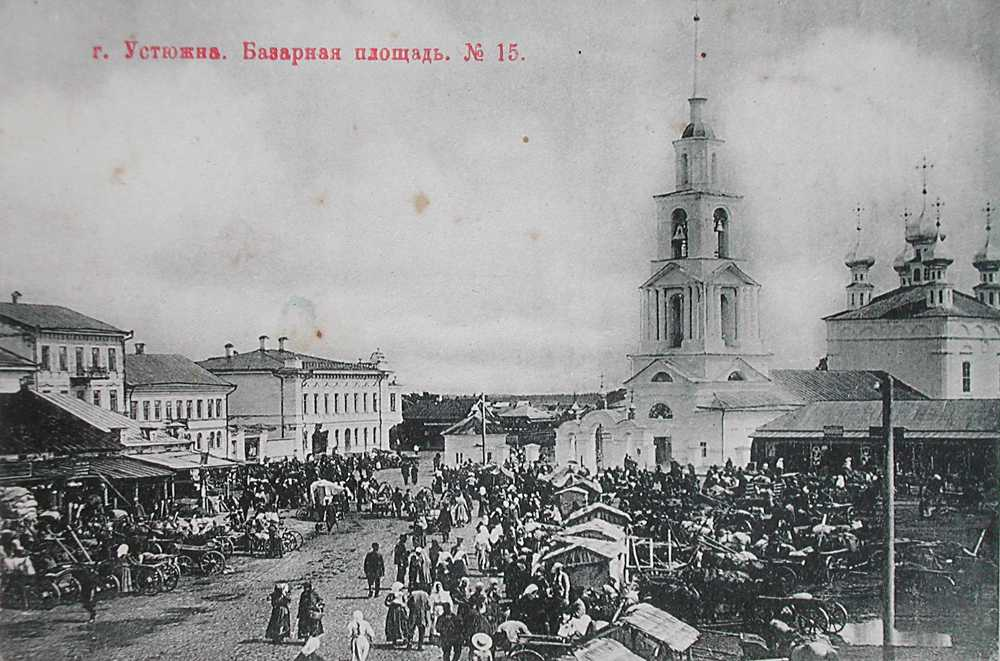
Торговля на площади на открытке магазина Грейвер начала XX века

В 1778 году, когда по указу Екатерины II город перестраивался под регулярную планировку, разработанную специальной комиссией, место торга было сохранено, при этом в городской застройке была оформлена площадь, сохранившая название Торговой. На месте бывшего городского посада были задуманы две прилегающие друг к другу площади: Соборная и Торговая, разделённые рекой Ворожей. На площади расположились различные деревянные постройки: амбары, лавки и торговые ряды, здесь же была размещена таможенная изба. К началу XIX века по границам площади стали появляться каменные дома с торговыми помещениями. Однако частые пожары в городе отразились на облике площади — очень немногие здания, построенные в начале XIX века, уцелели, да и большинство из них перестраивались владельцами на протяжении второй половины XIX века, дабы соответствовать нуждам владельцев и архитектурной моде.
Базары на площади собирались по субботам, два раза в год проходили крупные ярмарки: с 8 по 12 сентября — Богородицкая и с 25 декабря по 1 января — Рождественская. Первая предназначалась для торговли сельскохозяйственными товарами и была приурочена к сбору урожая, а на второй торговали продукцией ремесленники, а также продавались сладости и праздничные кушанья. Оборот каждой ярмарки составлял от 14 до 36 тысяч рублей.

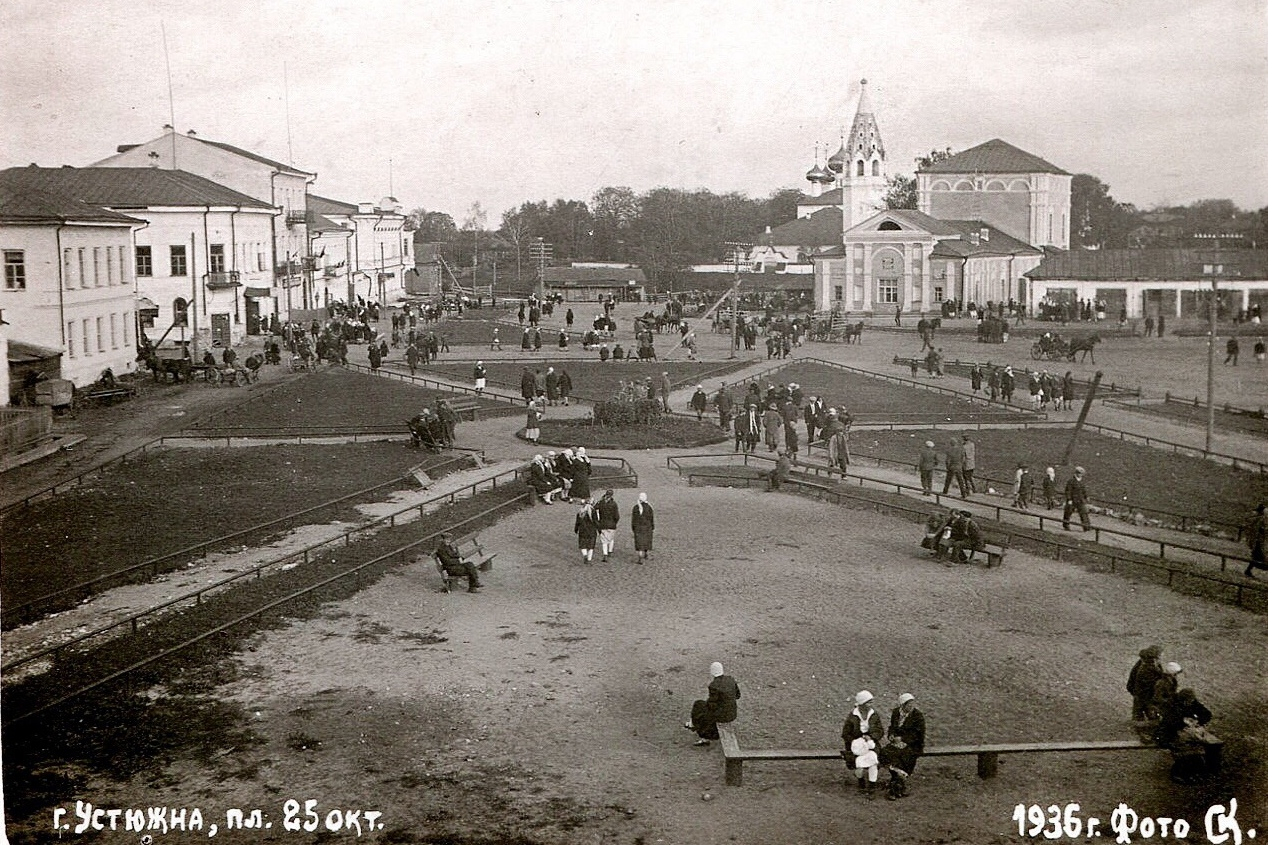
Площадь в 1936 году

18 января 1918 года в городе была установлена советская власть, в связи с чем в 1919 году городской совет переименовал Торговую площадь в площадь 25 Октября в честь даты свершения Октябрьской революции. В 1924 году на площади установили электрическое освещение, питавшееся от Ижинской ГЭС, примерно тогда же был закрыт Воскресенский собор. В декабре 1930 года был снесён кирпичный склад, до революции принадлежавший Поздеевым; на его месте была построена баня. Также в это время были закрыты и снесены почти все деревянные торговые постройки, торговля велась только в каменных лавках возле Воскресенской церкви. В 1935 году в здание церкви переехал кинотеатр «КИМ» (позднее «Восход»), просуществовавший в этом здании до конца 1970-х годов. В марте 1940 года на площади был установлен один из четырёх телефонов-автоматов Устюжны, на площади в это же время проводилось благоустройство: были высажены кусты сирени, проложены дорожки; 3 ноября 1940 года на площади установили памятник Ленину.
В октябре 1964 года памятник Ленину заменили на другой: если установленный в 1940 году указывал правой рукой вперёд, то новый держал левую руку в кармане, а правую — на лацкане пиджака.

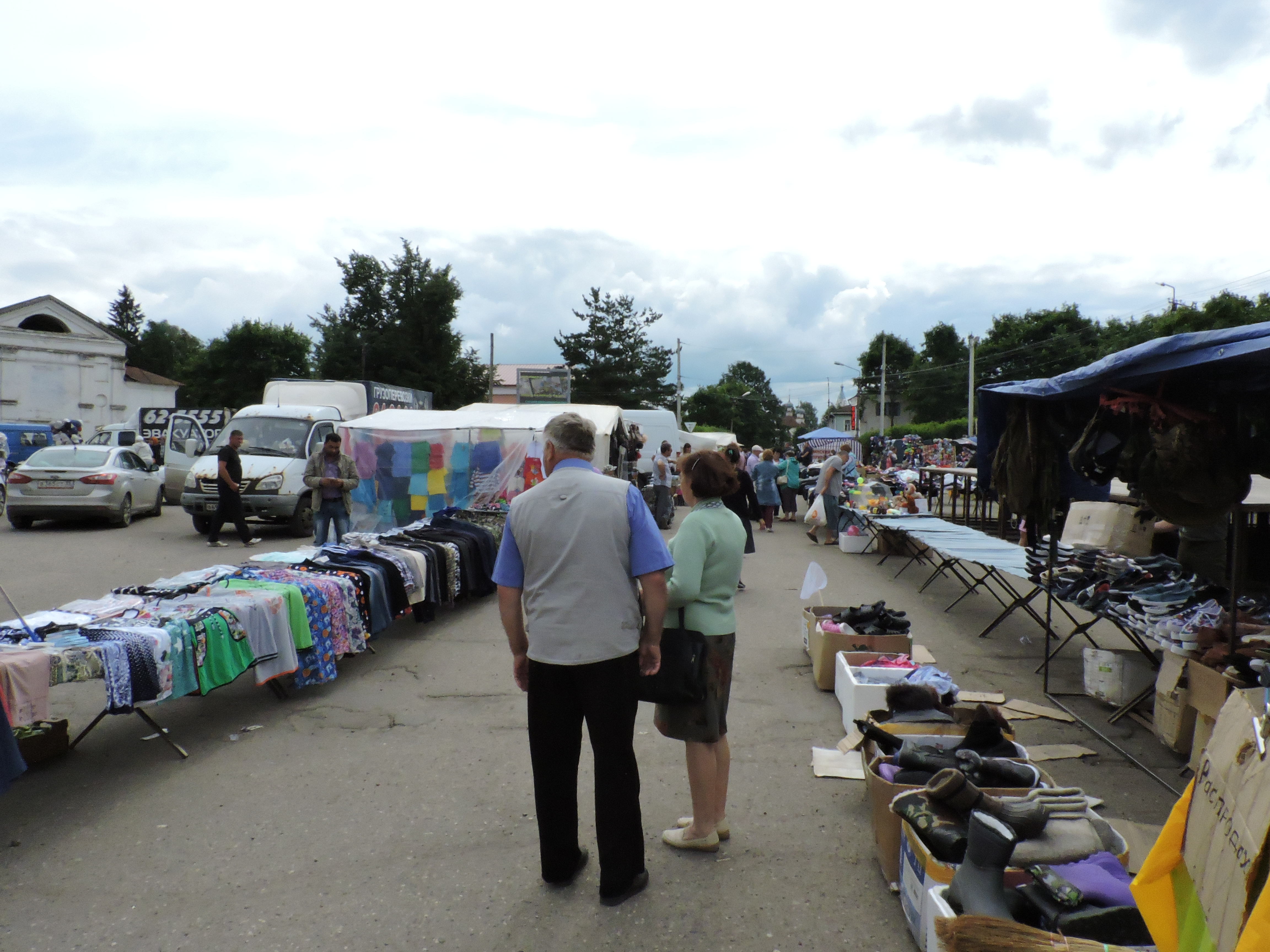
Торговля на площади в 2017 году

В ночь с 22 на 23 марта 1995 года неизвестные вандалы повредили памятник Ленину на площади: у него оказалась оторвана голова, а сам он накренился. Повреждённую скульптуру демонтировали, а двумя годами позже, в 1997 году, местные коммунисты организовали сбор средств и на собранные 500 тысяч рублей приобрели демонтированную статую Ленина из Кадуя. Установка монумента была запланирована на 22 апреля 1998 года, но из-за задержки в ремонте постамента мероприятие пришлось отложить. Тем временем, сама скульптура от хранения в подвале пострадала от сырости, о чём в местной прессе вышла статья, привлёкшая внимание жителей Кадуя. Оказалось, что монумент был вывезен из посёлка незаконно, так что 19 июня, когда ремонт постамента на Торговой площади был закончен, скульптуру пришлось отдать законным владельцам. В результате 26 июля на постамент была установлена скульптура, происхождение которой неизвестно: в этом варианте Ленин указывает вперёд левой рукой, а в правой держит кепку.
В том же году на площади провели первую Поздеевскую ярмарку, а в 2002 году, в год 750-летия города, у Воскресенской церкви был установлен бюст купца Якова Михайловича Поздеева. С 2004 года возродили проведение ещё одной ярмарки — Богородицкой, на которой торгуют сельскохозяйственной продукцией. Ярмарка проводится ежегодно, в середине сентября.
В 2019 году проект реставрации площади «Провинциальный Эрмитаж», составленный администрацией города, одержал победу на Всероссийском конкурсе проектов благоустройства городской среды. В связи с этим местной администрации Министерством строительства было выделено 40 миллионов рублей, ещё 14 миллионов — из городского бюджета. На эти деньги в 2020 году были проведены масштабные работы: после проведения археологических раскопок площадь была замощена плиткой, обновлены зелёные насаждения, в мае по договорённости с местными коммунистами перенесён на новое место памятник Ленину. В дополнение к этому на площади появилось несколько скульптур, светомузыкальный фонтан и детская площадка. Работы по проекту были закончены в декабре 2020 года, а официальное открытие площади состоялось 24 мая 2021 года в присутствии председателя Законодательного собрания области Андрея Луценко.

## Описание
Торговая площадь расположена в центре Устюжны, на правом берегу Мологи, на пересечении улицы Ленина и переулка Корелякова. Площадь прямоугольная в плане, вытянута с запада на восток, имеет 210 метров в длину и 140 в ширину. С востока площадь ограничена прудом реки Ворожи, отделяющим Торговую площадь от Соборной, вместе они образуют планировочное ядро города. Со всех остальных сторон по красной линии площади стоят здания.
| Номер на схеме | Адрес                                       | Описание | Статус                                                                    | Фото |
| -------------- | ------------------------------------------- | --- | ------------------------------------------------------------------------- | ---- |
| 1              | Торговая площадь, 1                         | Церковь Воскресения Христова — православный храм, пятиглавый четверик с пристроенными трапезной и колокольней с папертью, построенный в 1771 году. В 1920-х годах был закрыт и в 1935 году лишился всех завершений и верхней части колокольни, использовался под кинотеатр. | Объект культурного наследия № 3500293000 ·                                |      |
| 2              | Торговая площадь, 1а                        | Здание кинотеатра, построенное в 1979 году; в 2010-м переоборудовано под магазин. | —                                                                         |      |
| 3              | переулок Корелякова, 8                      | Здание земских складов, построенное в середине XIX века, в первой половине XX века был надстроено вторым этажом. С 1949 года в здании находился лесотехнический (позже сельскохозяйственный) техникум. В течение некоторого времени в здании была типография и редакция местной газеты «Вперёд», на 2022 год здесь располагаются различные торговые и офисные помещения. | Объект культурного наследия № 3540316000 Ценное здание исторической среды |      |
| 4              | переулок Корелякова, 10                     | Особняк Матрёны Васильевны Безниной — двухэтажный дом постройки конца XIX века, близкий в плане к квадрату. Первый этаж здания — каменный предназначен для торговых помещений, второй — деревянный, жилой. Входная группа расположена на лицевом фасаде, выходящем в переулок Корелякова, и украшен высоким деревянным крыльцом. В советское время в здании располагался горсовет, позднее — подразделение центра социальной защиты. 8 июня 2021 года в здании произошёл пожар, сильн повредивший деревянные конструкции второго этажа.                     | Объект культурного наследия № 3500001934 ·                                |      |
| 5              | Торговая площадь, 2                         | Дом купцов Безниных, построенный во второй половине XIX века. | Объект культурного наследия № 3540314000 Ценное здание исторической среды |      |
| 6              | Торговая площадь, 4                         | Дом Антонины Дмитриевны Плотниковой, построенный во второй половине XIX века. В помещениях на первом этаже двухэтажного дома до революции располагалась чайная. | Объект культурного наследия № 3540315000 Ценное здание исторической среды |      |
| 7              | Торговая площадь, 6                         | Двухэтажное каменное офисное здание. | —                                                                         |      |
| 8              | Торговая площадь, 7 улица Ленина, 1         | Дом купца Белоусова, построенный во второй половине XIX века. Трёхчастный в плане двухэтажный дом с шестью комнатами на втором этаже, соединёнными анфиладно. На первом этаже находились торговые помещения. В 1950—1960-х годах здесь располагался Устюженский райком КПСС, а после, до 1989 года — интернат для учеников школы № 1. | Объект культурного наследия № 3510189000 ·                                |      |
| 9              | Торговая площадь, 8 улица Ленина, 2         | Дом купцов Чуриных, построенный в середине XIX века. Помимо жилой части включал в себя несколько магазинов и склады. После революции здание было национализировано и 19 октября 1919 года в нём открыт спортивно-стрелковый клуб, но уже в 1920-х годах в здание въехала уездная милиция. Позднее в здании были суд, магазин, а в 2000-х годах — ресторан и несколько торговых точек. В 2019 году здание было изъято из коммерческого пользования и в 2020 году передано в пользование краеведческому музею.                                                | Объект культурного наследия № 3500001753 ·                                |      |
| 10             | Торговая площадь, 9                         | Здание Реального училища постройки конца XIX века. На 2022 год в здании расположен Многофункциональный центр. | Объект культурного наследия № 3500294000 ·                                |      |
| 11             | Торговая площадь, 9а                        | Офисное здание, до 1917 года здесь располагался винный магазин. На 2022 год здание занято районным отделом службы судебных приставов. | —                                                                         |      |
| 12             | Торговая площадь, 10 переулок Корелякова, 6 | Дом Михаила Ананьина, богатого мещанина, построенный во второй половине XIX века. В наши дни здание известно как «Пирожковая» по заведению, расположенному в торговых помещениях первого этажа. | Объект культурного наследия № 3540317000 Ценное здание исторической среды |      |
| 13             | Торговая площадь, 11 переулок Корелякова, 5 | Дом Ивана Фотиевича Коротаева, построенный в середине XIX века. На втором этаже располагалось местное дворянское собрание, в 1920-е годы — школа 2 ступени, впоследствии в здании размещались различные магазины. | Объект культурного наследия № 3500001933 ·                                |      |
| 14             | Торговая площадь, 12                        | Здание банка, как и соседнее, принадлежавшее И. Ф. Коротаеву, было построено во второй половине XIX века. Здание каменное, трёхэтажное, на первых двух этажах находились помещения для посетителей банка, на третьем — для управленческого аппарата. После революции в здании располагалось отделение Госбанка СССР, после распада СССР помещения сдаются под офисы и магазины. | Объект культурного наследия № 3510176000 ·                                |      |
| 15             | Торговая площадь, 13                        | Дом Николая Ивановича Поздеева, построенный в конце XIX века, известен в первую очередь тем, что на втором этаже с 1893 по 1895 год снимал квартиру классик литовской литературы, земский врач Винцас Петарис. | Объект культурного наследия № 3510177000 ·                                |      |
| 16             | Торговая площадь, 14                        | Дом Якова Михайловича Поздеева. Двухэтажный каменный особняк, построенный в 1870-х годах по одному из образцовых планов столичной Комиссии о каменном строении. Первый этаж здания предназначался для размещения лавки и подсобных помещений, второй был жилым. Дом богато украшен: помимо рустованных фасадов, наличники и карнизы украшены тонкой художественной лепниной, а аттики и эркер на консолях соединены парапетом из чугунной решётки. Дом открывает ансамбль площади со стороны моста через Ворожу. На 2022 год в здании действует библиотека. | Объект культурного наследия № 3510178002 ·                                |      |
| 17             | —                                           | Светомузыкальный «сухой» фонтан, установленный в 2020-м и открытый в 2021 году. | —                                                                         |      |
| 18             | —                                           | Скульптурная группа «Хлестаков и Городничий», установленная в 2020 году. Изображает героев комедии Н. В. Гоголя «Ревизор». | —                                                                         |      |
| 19             | —                                           | Бюст купца Якова Михайловича Поздеева работы устюженского скульптора Е. А. Лебедева, установленный в 2002 году в ознаменование празднования 750-летия города. | —                                                                         |      |
| 20             | —                                           | Сувенирная лавка. | —                                                                         |      |
| 21             | —                                           | Памятник В. И. Ленину, установленный в 1998 году. В мае 2020 года перенесён на текущее место для строительства детской площадки. | —                                                                         |      |
| 22             | —                                           | Скульптурное изображение кота Михалыча, подаренное городу в 2020 году подрядной организацией, производившей ремонт особняка Чуриных. | —                                                                         |      |

### Комментарии
1. ↑  По новому стилю — с 21 по 25 сентября
2. ↑  По новому стилю — с 7 по 14 января